# Tabernaemontana cymosa
Tabernaemontana cymosa là một loài thực vật có hoa trong họ La bố ma. Loài này được Jacq. miêu tả khoa học đầu tiên năm 1760.